# Núvol lenticular

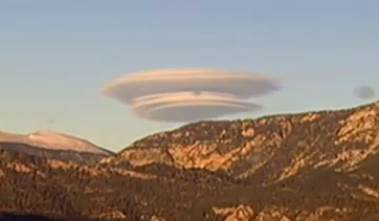
Un núvol lenticular al Port del Comte una tarda de novembre.

Un núvol lenticular (tècnicament: Altocumulus lenticularis, és un núvol de forma lenticular, com indica el seu nom, o de platet o de lent convergent. Aquests núvols són estacionaris, i es formen a grans altituds en zones muntanyoses i aïllades d'altres núvols. Acostumen a pertànyer a les formes cirrocúmul, altocúmul i estratocúmul.
Entre els muntanyencs aquests núvols són considerats com a preludi de tempesta o molt vent.

## Galeria d'imatges

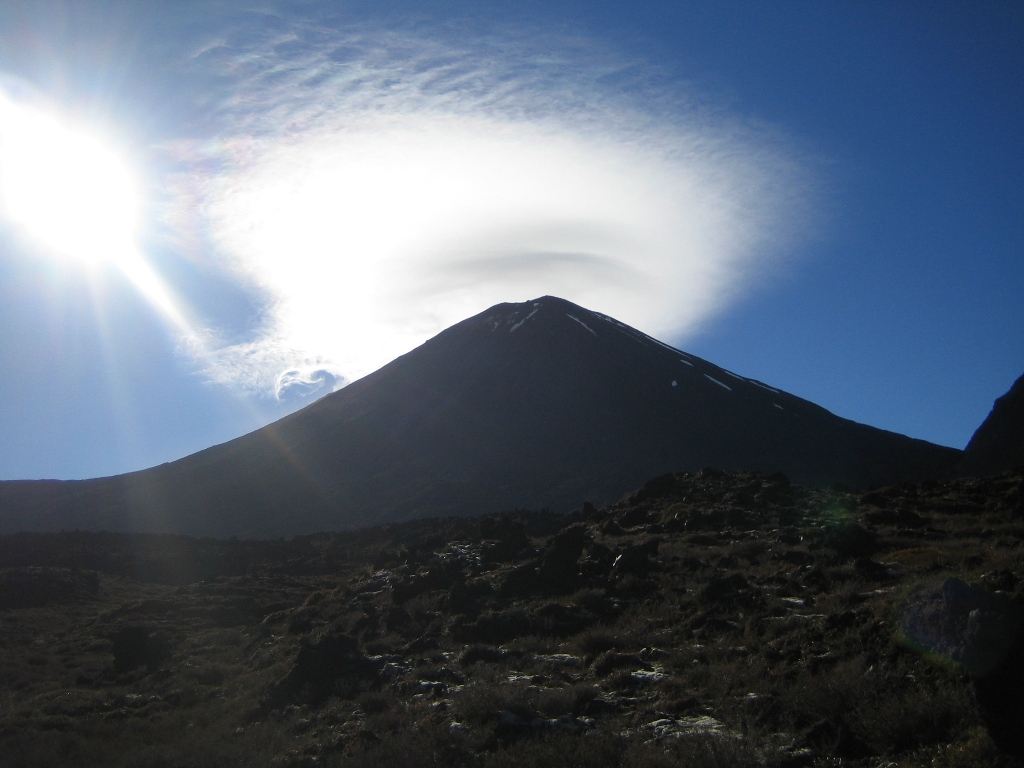
Núvol lenticular sobre el cim Ngauruhoe
Núvol lenticular a New Hampshire
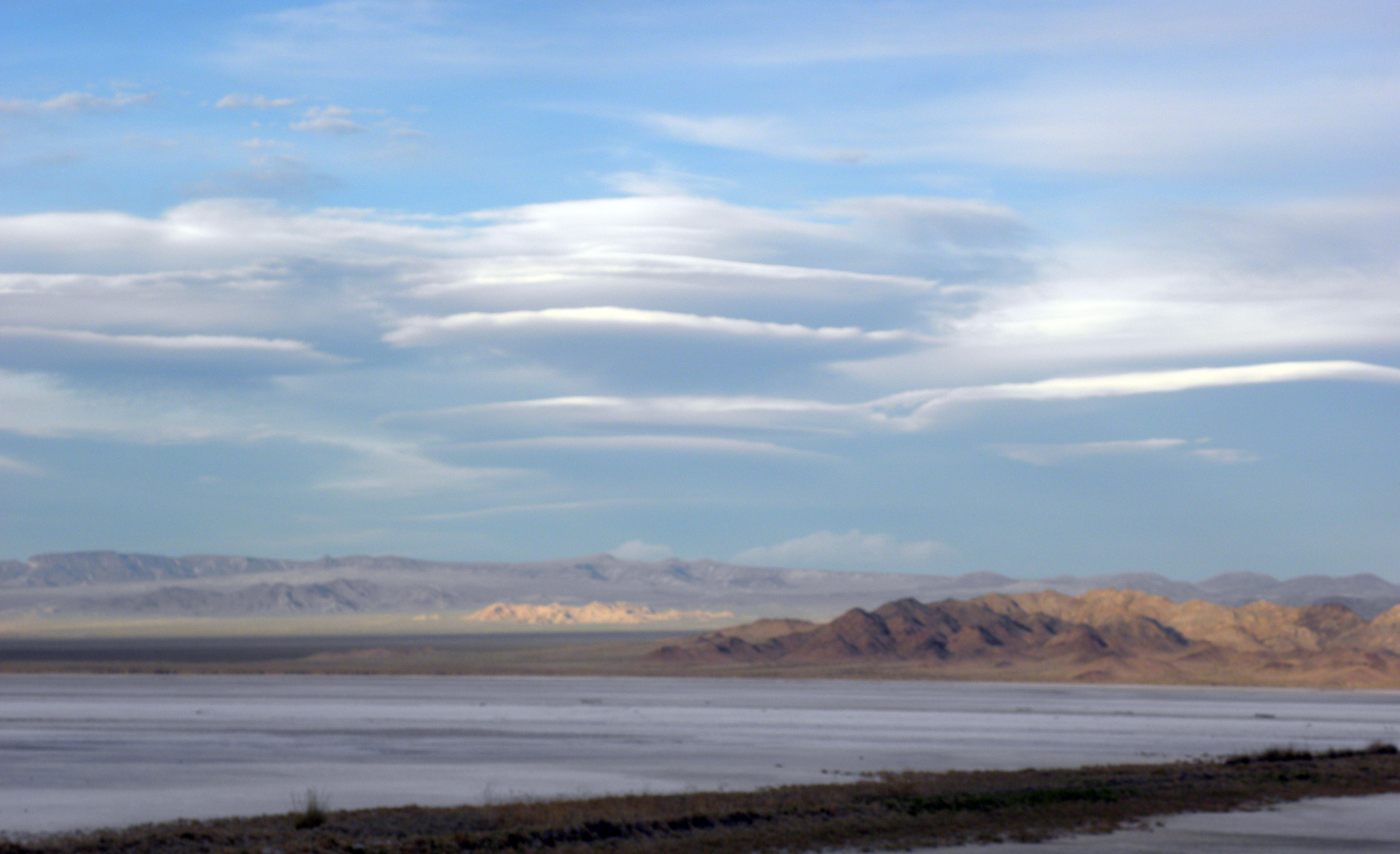
Núvol lenticular a Soda Lake, Mojave Desert, California.